# Noor Shaker
Noor Shaker (àrab: نور شاكر, Nūr Xākir) és una empresària i informàtica siriana que ha estat co-fundadora de l'empresa Glamorous AI, que desenvolupa intel·ligència artificial per ajudar a descobrir medecines. Abans de Glamorous AI, Noor va fundar GTN Ltd, dedicada a la investigació en medecines, i en va ser la CEO durant més de dos anys fins que va plegar l'agost de 2019. El 2018, va rebre un premi "CogX UK Rising Star de mans de la Primera Ministra Theresa May per "tecnologia IA que transformarà la investigació en medecines per tractar malalties cròniques".

## Biografia
Shaker va estudiar un grau d'informàtica a la Universitat de Damasc, a Síria, especialitzant-se aviat en estudis d'intel·ligència artificial. Va treballar en la incorporació de l'àrab a Speech Synthesis Markup Language per al programari de conversió de veu a text. Es va traslladar a Bèlgica per fer un màster a la KU Leuven i s'hi va especialitzar en intel·ligència artificial. El 2009 va anar a fer el doctorat a Dinamarca i va continuar fent un postdoc d'aprenentatge automàtic a la Universitat IT de Copenhaguen. Va quedar-s'hi uns quants anys, fins que va obtenir una plaça de professora ajudant a la universitat d'Aalborg el 2016. La seva recerca es concentrava en l'ús d'aprenentatge automàtic per computació afectiva i videojocs. En aquest camp, va co-organitzar competicions per crear IAs que poguessin fer videojocs o general nivells nous per adaptar-se a l'usuari, sobretot utilitzant Super Mario. Durant la seva carrera com a professora, va ser coautora d'un llibre de text titulat "Procedural Content Generation in Gaming" i ha estat l'autora de més de trenta publicacions acadèmiques.
El 2015 Shaker va crear l'app Lynura pensada per a pares novells, que va representar el seu primer projecte emprenedor.
El 2020, va començar la seva segona empresa, Glamorous AI, amb seu a Londres. L'empresa és una continuació dels seus esforços anteriors per desenvolupar solucions innovadores per al descobriment de medecines. L'empresa té com a objectiu integrar el coneixement d'experts en química amb aprenentatge automàtic avançat per permetre el descobriment ràpid de nous compostos químics que tinguin les propietats desitjades. Shaker i Glamorous AI han establert relacions amb entitats acadèmiques, com a la Universitat de Cardiff, per descobrir possibles tractaments per la COVID-19 utilitzant la plataforma Rosalind, de Glamorous AI.
Abans de Glamorous AI, havia estat cofundadora de GTN Ltd (Generative Tensorial Networks) el 2017 i va plegar del seu càrrec de CEO de l'empresa l'agost de 2019. L'empresa té com a objectiu combinar tècniques d'aprenentatge automàtic amb simulacions de física quàntica per la predicció de millors terapèutiques per ús mèdic. La combinació de la intel·ligència artificial amb models quàntics d'estructures moleculars publicades podria arribar a ser un nou mètode efectiu per predir quines substàncies es poden associar als reguladors de malalties.
Ha rebut uns quants reconeixements, entre els quals destaca la nominació com a 'Estrella Emergent' en la llista de 50 Movers and Shakers in BioBusiness de 2018 de BioBeat. En representació de GTN, va rebre el premi CogX UK Rising Star de 2018 per les tècniques innovadores d'intel·ligència artificial aplicades al descobriment de medecines i el seu èxit en obtenir finançament previ i col·laboracions de prestigi.
Shaker parla sovint en convencions (d'intel·ligència artificial, i per a dones en la indústria) i presideix el Comitè Tècnic de Jocs d'Intel·ligència Computacional de l'IEEEe.

## Premis i reconeixements
- 2013: Premi a un Article Excel·lent de l'IEEE Transactions on Computational Intelligence and AI in Games per ‘Crowd-sourcing the Aesthetics off Platform Games’.[14][15]
- 2018: Innovators Under 35 de MIT Technology Review[16]
- 2018: 50 Movers and Shakers in BioBusiness de BioBeat[10]
- 2018: Rising Star de CogX[11]
- 2019: BBC 100 Women[17]